# 木卫十九
木卫十九又稱為「墨伽克利忒」(S/2000 J 8, Megaclite)，是环绕木星运行的一颗天然卫星。臨時編號是S/2000 J8，它是在2000年由斯科特·謝帕德發現於夏威夷大學。木卫十九是在2002年10月以希臘神話中的瑪卡柔斯命名，它的直徑5.4公里，與木星距離平均23806000公里，離心率0.4210，公轉一週需752.82天，反照率0.04，軌道傾角152.849°光度21.7。木衛十九是屬於帕西法爾群，是逆行和不規則衛星，與木星平均距離介於22.8百萬公里至24.1百萬公里之間。